# Fritz Möstl
Friedrich Josef „Fritz“ Möstl (* 29. September 1954 in Eslarn) ist ein deutscher Politiker (SPD) und Verbandsfunktionär.

## Biografie
Möstl besuchte die Volksschule und die Realschule, wo er die mittlere Reife erreichte. Er besuchte das Institut zur Ausbildung Pädagogischer Assistenten und war nach einem Vorbereitungsdienst an der Hauptschule Neustadt an der Waldnaab als Förderlehrer an der Volksschule Eslarn tätig.
1972 wurde Möstl Mitglied der SPD. Dort war er Kreisvorsitzender und stellvertretender Unterbezirksvorsitzender. Er war Marktrat in Eslarn und Kreisrat im Landkreis Neustadt an der Waldnaab, dort war er auch stellvertretender Fraktionsvorsitzender. Von 1994 bis 2003 war er Mitglied des Bayerischen Landtags. Seit seiner überraschenden Wahlniederlage und seinem Ausscheiden aus dem Landtag im Jahr 2003 trat er in der Öffentlichkeit nicht mehr in Erscheinung.

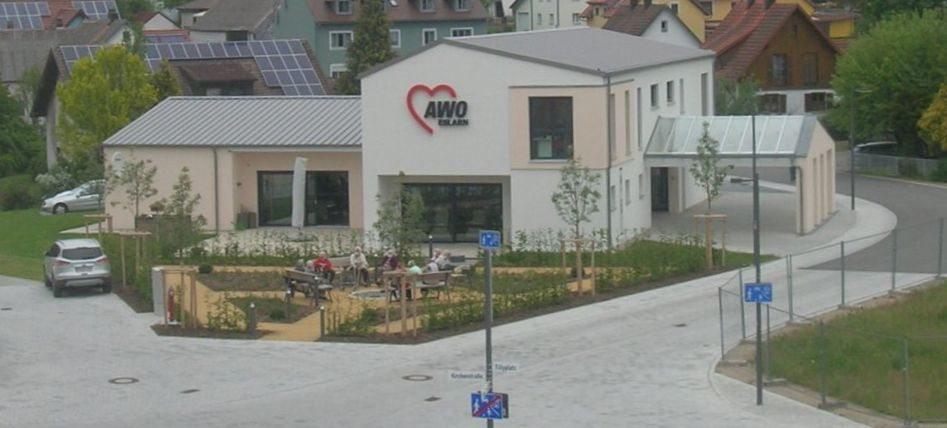
AWO – Tagespflege, Tillystrasse 5

Im Jahr 1972 gründete Georg Würfl den AWO-Ortsverein Eslarn. Er übernahm 1975 den Vorsitz und im Jahr 1979 kam es zur Gründung einer AWO-Hausaufgabenbetreuung, 1981 zur Gründung eines Pflegedienstes. Einige Jahre später wurde eine 24h-Rundumbetreuung und -pflege aufgenommen. Am 20. Mai 2016 wurde der AWO Ortsverein Eslarn e. V. unter der Bezeichnung „Arbeiterwohlfahrt Ortsverband Eslarn e. V.“ neu ins Vereinsregister eingetragen.
Möstl ist 1. Vorsitzender auch des neu eingetragenen Vereins und verantwortlich für die am 19. Juli 2018 geschaffene „AWO Tagespflege Eslarn“. Vereinssitz ist die Privatadresse von Möstl.
2024 wurde Möstl das Bundesverdienstkreuz am Bande verliehen.